# San Bernardino (Novellara)
San Bernardino (Sân Bernardèin in dialetto reggiano) è una frazione di 326 abitanti del comune di Novellara, in provincia di Reggio Emilia.

## Geografia fisica
Nel mezzo della Pianura Padana, San Bernardino si trova a 5 km da Novellara e a 25 km da Reggio Emilia. La frazione è circondata da campi utilizzati per la coltivazione del grano ed è attraversata dall'Allacciante Cartoccio.

## Storia
I "Terreni Novi", ovvero l'odierna località di San Bernardino, furono tra i primi possedimenti dei Gonzaga ad essere bonificati tra il Quattrocento e il Cinquecento; chiaramente il Canalazzo era stato arginato in modo da non rappresentare più una seria minaccia per il territorio limitrofo, quantomeno dalla parte di Novellara. Alla fine del '400, Francesco I vi fece costruire due grandi case, chiamate le "Costanze" per via del nome della moglie Costanza Strozzi. Nel secolo seguente, per volere del conte Alessandro I, fu eretta la prima chiesa dedicata a San Bernardino e, intorno al 1580, viene costruita la cascina Vittoria, nata dopo il nome di Vittoria di Capua, moglie di Alfonso I Gonzaga. I Gonzaga si dirigevano spesso ai Terreni Novi al fine di cacciare fagiani, pernici e quaglie catturate con le reti. Una delle prime fonti scritte sui Terreni Novi parla della produzione di formaggio. Giulio Cesare Gonzaga, nel 1529, affittò a Lorenzo e Antonio Busi, ebrei figli di Giarono, una cascina, ben 140 vacche e estesi spazi prativi nella valle, con l'intento di produrre il grana. Inoltre vengono citati altri attrezzi inventariati come "caldere, ramine, fassare, asse et tagliero da formazo".

### Tenuta Riviera
Il nome deriva dal marchese Giangiacomo Riva, che ottenne la zona acquistandola dai Gonzaga, nobili di Novellara, nel 1671. Questi ultimi, già dai tempi delle prime bonifiche dei Terreni Novi, la impiegavano come zona di caccia, in cui si recavano anche le nobildonne con falconi e i falconieri. In seguito alla bonifica Bentivoglio, gran parte del territorio restò in ogni modo sommersa: infatti venne sfruttato per la coltivazione del riso fin dai primi anni del Cinquecento.
Agli inizi dell'Ottocento passò in mano al conte Venceslao Spalletti. Solo successivamente, nel 1920, la zona fu prosciugata dalla Bonifica Parmigiana Moglia. In seguito, grazie a diversi lavori di sistemazione agraria e di rinnovo degli stabili, venne convertita in una tenuta degna di essere visitata da ospiti rinomati, come Albert Sabin, inventore del vaccino antipoliomelite, Alexander Fleming, scopritore della penicillina, e Benito Mussolini. A causa dell'abbandono delle campagne, da diverso tempo vengono utilizzate solo alcune parti della tenuta, unicamente per l'agriturismo e la ristorazione.
La tenuta comprende una casa padronale e un oratorio dedicato a San Luigi Gonzaga, inclusi ben 14 complessi rurali, costruiti tra il Seicento e l'Ottocento, per poi essere trasformati negli anni Trenta in case coloniche: esse furono le prime case contadine della zona dotate di mattonelle e acqua corrente. È attraversata per tutta la sua lunghezza da una lunga e diritta strada privata, che collega, attraverso un cancello, la strada provinciale Novellara-Guastalla (davanti alla stazione ferroviaria di San Bernardino) alla dimora padronale. Dietro ad essa si trova ancora un boschetto che è quanto rimane del vasto e folto bosco dei tempi dei Gonzaga.

## Monumenti e luoghi d'interesse

### Architetture religiose

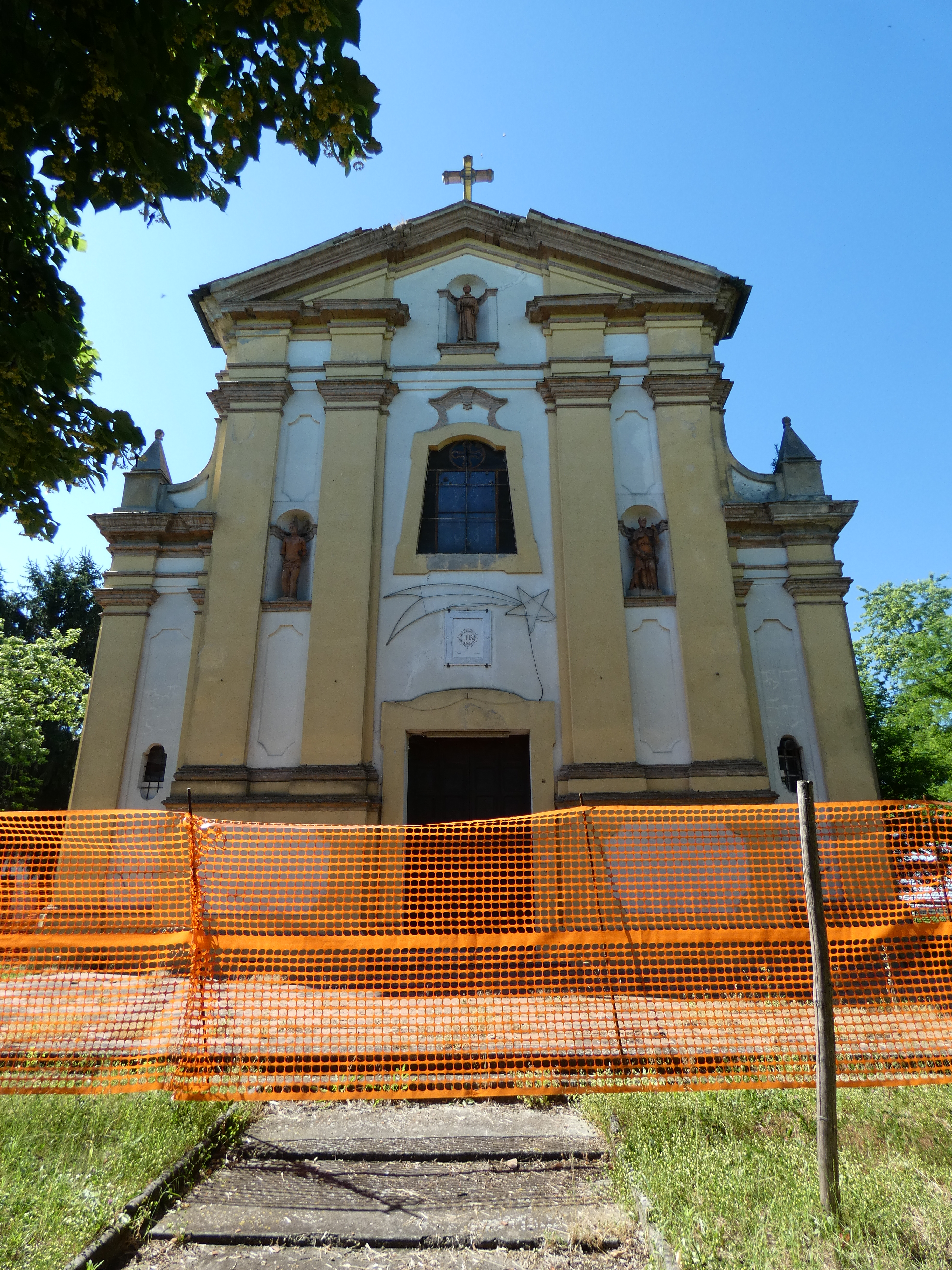
Facciata della Chiesa di San Bernardino

- Chiesa di San Bernardino, chiesa parrocchiale costruita nel 1644 e riedificata nel 1749.[13]

## Società

### Evoluzione demografica
Abitanti censiti

### Etnie e minoranze straniere
Al 2014, gli stranieri residenti nella frazione erano 132, pari a circa il 40% della popolazione totale. In base al continente di origine, erano suddivisi nel seguente modo:
- Asia: 106
- Africa: 21
- Europa: 5

## Cultura

### Eventi
- Festa della Pavera, sagra paesana all'insegna della gastronomia e della musica con esposizione di opere di pittori locali e dimostrazioni di giochi e mestieri antichi. Il nome della sagra deriva dalla tradizione contadina della raccolta della pavera, un’erba palustre che veniva utilizzata per la realizzazione di sedie, cestini e borse. La festa si svolge ogni anno nella Tenuta Riviera.[23][24]
- Ogni anno, durante il periodo natalizio, viene anche organizzata una mostra di presepi, provenienti da differenti regioni d'Italia e del mondo. Inizialmente la mostra era solita tenersi nella canonica della Chiesa di San Bernardino, ma dati i danni interni causati dal terremoto, l’esposizione è stata successivamente spostata nella Tenuta Riviera. Alla mostra hanno assistito negli anni artisti come Orietta Berti, Giovanna Nocetti e Milva.[25]

## Infrastrutture e trasporti

### Strade
San Bernardino è attraversata dalla SP81, la quale collega la SP42 e la SP63R.

### Ferrovie
La stazione di San Bernardino è posta sulla ferrovia Reggio Emilia-Guastalla.

## Sport

### Calcio
Nella frazione vi è un campo da calcio dotato di illuminazione e di spogliatoi attrezzati, gestito dall'A.S.D. Polisportiva Piccinini - Meloni Auto.